# Karmen Kočar
Karmen Kočar est une joueuse de volley-ball slovène, née le 1er décembre 1982 à Ljubljana. Elle mesure 1,80 m et joue au poste de passeuse. Elle totalise 86 sélections en équipe de Slovénie.

## Clubs
| Club                | De        | À          |
| ------------------- | --------- | ---------- |
| Vital Ljubljana     | 2002-2003 | 2004-2005  |
| SVS Post Schwechat  | 2005-2006 | 2005-2006  |
| Gazélec Béziers     | 2006-2007 | 2006-2007  |
| Nova KBM Branik     | 2007-2008 | 2009-2010  |
| VT Aurubis Hamburg  | 2010-2011 | 2010-2011  |
| ŽOK Split 1700      | 2011-2012 | 2011-2012  |
| Évreux Volley-ball  | 2012-2013 | 2012-2013  |
| Quimper Volley 29   | 2013-2014 | 2013-2014  |
| Stade Français      | 2014-2015 | 2014-2015  |
| NawaRo Straubing    | 2015-2016 | 2015-2016  |
| Supreme Chonburi VC | mars 2016 | avril 2016 |
| VC Stuttgart        | 2016-2017 | 2016-2017  |
| CS Știința Bacău    | 2017-2018 | 2017-2018  |
| Nova KBM Branik     | 2018-2019 | …          |

## Palmarès
- Championnat de Slovénie
  - Vainqueur : 2004, 2005, 2009, 2019.
- Coupe de Slovénie
  - Vainqueur : 2004, 2005, 2010
  - Finaliste : 2019.
- Championnat d'Autriche
  - Vainqueur : 2006.
- Coupe d'Autriche
  - Vainqueur : 2006.
- Championnat de Thaïlande
  - Finaliste : 2016.
- Supercoupe d'Allemagne
  - Vainqueur :2016.
- Coupe d'Allemagne
  - Vainqueur : 2017.
- Championnat d'Allemagne
  - Finaliste : 2017.